# Mykoła Ławrynowycz
Mykoła Ławrynowycz – ukraiński działacz społeczny, poseł do Sejmu Krajowego Galicji I i II kadencji (1861–1869), włościanin z Pniowa w powiecie Nadworna.
Wybrany w IV kurii obwodu Stanisławów, z okręgu nr 31 Nadworna-Delatyn.